# Метал (Дніпропетровськ)
Метал  — український футбольний клуб, який представляв місто Дніпропетровськ.

## Хронологія назв
- 1926-1967: «Сталь (Завод імені Карла Лібкнехта)» (Дніпропетровськ)
- 1967-1983: ЗКЛ (Дніпропетровськ)
- 1983-...: «Метал» (Дніпропетровськ)

## Історія
Футбольна команда «Сталь (Завод імені Карла Лібкнехта)» заснована 1926 року в Дніпропетровську. З моменту створення клуб виступав у регіональних футбольних змаганнях. Першим вагомим досягненням ЗКЛ стали срібні нагороди чемпіонату Дніпропетровської області, а також вихід у фінал обласного кубку. Два роки по тому дніпропетровці знову стали срібними призерами обласного чемпіонату. Першим трофеєм клубу став кубок Дніпропетровської області, який ЗКЛ виграв у 1971 року. Завдяки цьому того ж року взяв участь в аматорському кубку УРСР, де в фіналі поступився артемівському «Кольормету». Надалі грав в аматорських змаганнях. Неодноразово ставав переможцем та призером чемпіонату Дніпропетровської області, а також володарем та фіналістом кубку Дніпропетровської області. Згодом клуб розформували.

## Досягнення
- Кубок УРСР серед аматорів
  -  Фіналіст (1): 1971

- Чемпіонат Дніпропетровської області
  -  Чемпіон (7): 1976, 1983, 1984, 1987, 1998, 1999, 2000
  -  Срібний призер (7): 1968, 1970, 1972, 1974, 1979, 1988, 2001
  -  Бронзовий призер (3): 1971, 1975, 1997

- Кубок Дніпропетровської області
  -  Володар (5): 1971, 1974, 1980, 1981, 1999
  -  Фіналіст (3): 1968, 1972, 1978, 2000, 2001

## Відомі гравці
- Василь Лябик
- Валентин Майдюк
- Юрій Соловйов
- Олександр Трошкін
- Володимир Федоренко
- Сергій Художилов
- Сергій Шевченко
- // Костянтин Павлюченко
- Максим Боровков
- Андрій Головко
- Богдан Кобець
- Олексій Левченко
- Євген Сонін
- Костянтин Шевченко
- Сергій Яковець